# Glasslip
Glasslip (グラスリップ Gurasurippu) là một bộ anime truyền hình Nhật Bản sản xuất bởi P.A. Works do Nishimura Junji đạo diễn. Cốt truyện được viết bởi Satō Rika và Nishimura Junji, nhân vật được thiết kế bởi Takeshita Miki.  Bộ phim bắt đầu công chiếu từ tháng 7, năm 2014, và dự kiến kéo dài 13 tập phim. Bộ phim này còn được đồng phát sóng thông qua Crunchyroll.

## Cốt truyện
Gia đình của Fukami Tōko làm nghề sản xuất thủy tinh ở một thị trấn nhỏ ven biển mang tên Hinodehama (日乃出浜 (Nhật Nãi Xuất Tân)/ ひのではま "浜(Biển) 日乃出 (Bình minh)"). Tōko thường xuyên tụ tập cùng bốn người bạn thân nhất ở quán cà phê "Kazemichi" (カゼミチ/ かぜみち "Con đường Gió"). Trong kì nghỉ hè năm cao trung, họ gặp  Okikura Kakeru, học sinh chuyển trường, người cho rằng có một âm thanh từ tương lai trò chuyện với Kakeru, và điều ấy đã dẫn anh đến gặp Tōko.

## Nhân vật

### Nhân vật chính
Fukami Tōko (深水 透子 (Thâm Thủy Thấu Tử)/ ふかみ とうこ)
Lồng tiếng bởi: Fukagawa Seria
Tōko là cô gái 18 tuổi, sống ở quận Fukui, là nhân vật chính trong Glasslip. Tōko là con gái của một gia đình làm thủy tinh, và Tōko ước mơ sẽ trở thành một nghệ nhân làm thủy tinh. Tōko có đôi mắt to màu nâu nhạt và mái tóc nâu dài. Tōko mang tính tình vui vẻ và chẳng mấy khi buồn phiền. Tōko thích vẽ. Mỗi khi chú tâm vào thủy tinh, Tōko có thể nhìn thấy hình ảnh từ tương lai.
Okikura Kakeru (沖倉 駆 (Xung Thương Khu)/ おきくら かける)
Lồng tiếng bởi: Ōsaka Ryōta
Kakeru là nam sinh cao trung bí ẩn và cách biệt, xuất hiện cùng nhiều mối liên hệ với Tōko. Kakeru có mái tóc đen và đôi mắt xanh. Cậu ấy vừa từ trường cũ chuyển đến và đang học năm 3. Cảm nhận đầu tiên Tōko về Kakeru trông giống như "David".
Takayama Yanagi (高山 やなぎ (Cao Sơn Liễu)/ たかやま やなぎ)
Lồng tiếng bởi: Hayami Saori
Yanagi là nữ sinh cao trung đang học lớp trở thành người mẫu. Yanagi có đôi mắt màu nâu o-liu và mái tóc dài uốn ngang lưng và cột nơ trên đầu, thường là màu đỏ đậm hoặc vàng nhạt. Yanagi đôi lúc mang tính cách giống tsundere, nhưng thường vui vẻ và tham gia mọi cuộc trò chuyện. Yanagi có cảm xúc đặc biệt với Yukinari và ghen với Tōko.
Imi Yukinari (井美 雪哉 (Tỉnh Mĩ Tuyết Tai)/ いみ ゆきなり)
Lồng tiếng bởi: Shimazaki Nobunaga
Là anh em trai kế của Yanagi, Yukinari là thành viên đội điền kinh, và hiện tại đang trong giai đoạn hồi phục. Yukinari có mái tóc đen và đôi mắt xanh lá đậm. Yukinari là một chàng trai lạnh lùng và thoải mái. Yukinari cũng cùng học năm 3. Yukinari có cảm xúc đặc biệt dành cho Tōko và ghen với Kakeru.
Nagamiya Sachi (永宮 幸 (Vĩnh Cung Hạnh)/ ながみや さち)
Lồng tiếng bởi: Taneda Risa
Sachi là nữ sinh cấp ba ít nói và nhỏ nhẹ. Sachi có mái tóc dài ngang vai và đôi mắt màu tím. Sachi thường xuất hiện khi đang đeo kính và đọc sách. Từ cái nhìn đầu tiên, Sachi dường như có cảm xúc không thích với Kakeru.
Shirosaki Hiro (白崎 祐 (Bạch Khi Hựu)/ しろさき ひろ)
Lồng tiếng bởi: Yamashita Daiki
Hiro là nam sinh cấp 3, vui vẻ và luôn mỉm cười. Hiro có mái tóc nâu cài lên bởi chiếc cài trắng, và có đôi mắt màu nâu. Hỉro có cảm xúc đặc biệt với Sachi. Ông của Hỉro là chủ một tiệm cà phê.

### Nhân vật khác
- Fukami Ken (深水 健 (Thâm Thủy Kiện)/ ふかみ けん?) là bố của Tōko và Hina. Lồng tiếng bởi: Kinoshita Hiroyuki
- Fukami Mari (深水 真理 (Thâm Thủy Chân Lý)/ ふかみ まり?) là mẹ của Tōko và Hina. Lồng tiếng bởi: Takahashi Rieko
- Fukami Hina (深水 陽菜 (Thâm Thủy Dương Thái)/ ふかみ ひな?) là em gái của Tōko. Lồng tiếng bởi: Tōyama Nao
- Shirosaki Momo (白崎 百 (Bạch Khi Bách)/ しろさき もも?) là chị gái của Hiro, vừa lấy được bằng lái xe. Lồng tiếng bởi: Kayano Ai
- Shirosaki Matasaburou (白崎 又三郎 (Bạch Khi Hựu Tam Lang)/ しろさき またさぶろう?) là ông của Hiro, chủ tiệm cà phê Kazemichi. Lồng tiếng bởi: Nishimura Tomomichi
- Okikura Toshihiro (沖倉 利尋 (Xung Thương Lợi Tầm)/ おきくら としひろ?) là bố của Kakeru. Lồng tiếng bởi: Takada Yūji
- Okikura Miwako (沖倉 美和子 (Xung Thương Mĩ Hòa Tử)/ おきくら みわこ?) là mẹ của Kakeru. Lồng tiếng bởi: Tanaka Atsuko

## Phương tiện truyền thông

### Anime
13 tập phim anime được sản xuất bởi P.A. Works do Nishimura Junji đạo diễn. Bộ phim bắt đầu công chiếu từ ngày 3 tháng 7, năm 2014 trên Tokyo MX. Cốt truyện do Satō Rika và Nishimura Junji  viết, âm nhạc thực hiện bởi Matsuda Akito. Nhạc mở đầu "Natsu no Hi to Kimi no Koe" (夏の日と君の声/ なつのひときみのこえ "Ngày hè và giọng nói của anh") thể hiện bởi ChouCho, nhạc kết thúc "Tōmei na Sekai" (透明な世界/ とうめいなせかい "Thế giới trong suốt") thể hiện bởi Nano Ripe, và đĩa đơn Lucent Eyes (ルーセントアイズ "Đôi mắt sáng ngời") thể hiện bởi ChouCho. Bộ phim được đồng phát sóng ở Mĩ, Canada, Úc, New Zealand, Nam Mĩ, Thổ Nhĩ Kỳ, châu Mỹ La tinh, một phần châu Âu, vùng Trung Đông và Bắc Phi thông qua website Crunchyroll. Bộ anime được giữ bản quyền ở Bắc Mĩ bởi Sentai Filmworks.

#### Danh sách tập phim
| Số. | Tên                                | Ngày phát sóng      |
| --- | ---------------------------------- | ------------------- |
| 1   | "Hanabi" (花火)                    | 3 tháng 7 năm 2014  |
| 2   | "Benchi" (ベンチ)                  | 10 tháng 7 năm 2014 |
| 3   | "Poritanku" (ポリタンク)           | 17 tháng 7 năm 2014 |
| 4   | "Sakamichi" (坂道)                 | 24 tháng 7 năm 2014 |
| 5   | "Hinode-bashi" (日乃出橋)          | 31 tháng 7 năm 2014 |
| 6   | "Panchi" (パンチ)                  | 7 tháng 8 năm 2014  |
| 7   | "Jitensha" (自転車)                | 14 tháng 8 năm 2014 |
| 8   | "Yuki" (雪)                        | 21 tháng 8 năm 2014 |
| 9   | "Tsuki" (月)                       | 28 tháng 8 năm 2014 |
| 10  | "Jonasan" (ジョナサン)             | 4 tháng 9 năm 2014  |
| 11  | "Piano" (ピアノ)                   | 11 tháng 9 năm 2014 |
| 12  | "Hanabi (Futatabi)" (花火（再び）) | 18 tháng 9 năm 2014 |
| 13  | "Ryūsei" (流星)                    | 25 tháng 9 năm 2014 |

### Manga
Manga chuyển thể mang tên Hina's Lip (陽菜'S リップ Đôi môi của Hina), viết bởi Kazemichi, do Katō Mayumi minh họa, bắt đầu loạt truyền trên tạp chí truyền thành trực tuyến của Pony Canyon từ ngày 3 tháng 7 năm 2014. Pony Canyon sẽ bắt đầu xuất bản loạt tiểu thuyết (light novel) vào ngày 3 tháng 10 năm 2014 dưới sự xuất bản của Ponican Book. Tiểu thuyết do Uchi Yoshimori viết và Shino minh họa.